# بشو شیگه‌مونه
بشّو شیگه‌مونه (به ژاپنی: 別所 重宗 べっしょ しげむね); تولد نامشخص – ۱ ژانویهٔ ۱۵۹۱) یک سامورایی و دایمیو در دوره سنگوکو و برادر بشو یاسوهارو صاحب قلعه میکی بود. او عموی بشو ناگاهارو، ارباب بعدی قلعه میکی در ولایت هاریما بود.
در ژانویه ۱۵۷۰، اودا نوبوناگا از دایمیوهای اطراف خواست تا به کیوتو نقل مکان کنند و شیگه‌مونه نیز به همراه ناگاهارو هدف قرار گرفتند. به نظر می‌رسد این به این دلیل است که با شیگه مونه به عنوان یک خاندان جدا از خاندان بشو رفتار می‌شد. در سپتامبر همان سال، شیگه‌مونه در نبردهای نبرد قلعه نودا . قلعه فوکوشیما شرکت کرد. در ژوئیه ۱۵۷۵ و نوامبر ۱۵۷۶، او با پسر برادرش ناگاهارو به کیوتو رفت و با نوبوناگا دیدار داشت. در فوریه ۱۵۷۷، او به حمله به سایگا پیوست.
در اکتبر ۱۵۷۷، هاشیبا هیده‌یوشی برای تحت تسلط درآوردن هاریما وارد ولایت هاریما شد، و در دسامبر همان سال، هیده‌یوشی اقدام به ترتیب ازدواج دختر شیگه‌مونه و پسر ارشد کورودا یوشیتاکا، کورودا ناگاماسا کرد.

## محاصره میکی
در فوریه یا اوایل مارس سال ششم تنشو (۱۵۷۸)، بشو ناگاهارو، به همراه عموی دیگرش بشو یوشیچیکا و دیگران از طرفداری از نوبوناگا دست کشیدند و به خاندان موری پیوستند. شیگه‌مونه سعی کرد ناگاهارو و دیگران را متقاعد کند که در جبهه اودا نوبوناگا باشند، اما بی‌نتیجه بود، و شیگه‌مونه که طرف اودا بود، با رئیس خاندان بشو دشمنی کرد.
در ۲ آوریل همان سال، قلعه آجو در ناحیه کاکو (شهر کاکوگاوا)، که شیگه‌مونه از آن دفاع می‌کرد، مورد حمله ارتش موری و خاندان کی سایگا حامی خاندان بشو قرار گرفت، اما توسط نیروهای کمکی یوشیتاکا کورودا دفع شدند. شیگه‌مونه همچنین در حمله به قلعه نوگوچی (شهر کاکوگاوا) که در ۱۲ این ماه رخ داد، شرکت کرد و مجروح شد. در ماه ژوئن، او به قلعه تاکاساگو (شهر تاکاساگو، هیوگو)، که توسط کاجی‌وارا کاگه‌هیده دفاع می‌شد، حمله کرد.
در ۱۵ ژانویه ۱۵۸۰، شیگه‌مونه پیغام رسانی به قلعه میکی فرستاد و انجام سپپوکو را به بشو ناگاهارو، بشو یوشیچیکا و بشو تومویوکی (برادر کوچکتر ناگاهارو) را برای توصیه کرد. ناگاهارو و دیگرانی که این را پذیرفتند در هفدهم همان ماه خودکشی کردند و قلعه میکی تسلیم شد.
شاید او به زودی پس از آن سر خود را تراشید و در کارنامه شرکت او در مراسم چای تسودا سوگیو در ژوئن ۱۵۸۵، با نام "بشو ماگویویو (نیودو") نام او ثبت شده است.
در اوت همان سال، به شیگه‌مونه ۱۵۰۰۰ ککو یا ۱۲۰۰۰ ککو از طرف هیده یوشی در ولایت تاجیما داده شد و وارد قلعه یاگی شد. پس از آن، او در تصرف کیوشو و فتح اوداوارا شرکت کرد و بعداً در ساکای بازنشسته شد.
در ۶ ژوئن ۱۵۹۱ درگذشت.